# Westdorp (Drenthe)
Westdorp is een dorp in de gemeente Borger-Odoorn, provincie Drenthe (Nederland). Het ligt ongeveer 17 kilometer ten noordwesten van Emmen.
Westdorp telde (volgens informatie van de gemeente Borger-Odoorn) op 1 januari 2023 135 inwoners, op 1 januari 2007 waren het nog 135 inwoners (73 mannen en 62 vrouwen). Langs het dorp stroomt het kanaal Buinen-Schoonoord. Dit kanaal wordt overspannen door een oude ophaalbrug in de Schoonloërstraat. Het kanaal is sinds 1966 gesloten voor de scheepvaart. In Westdorp heeft in het verleden een havezate van de familie De Mepsche gestaan. Sinds 2002 is er een hunebed te vinden in Westdorp, deze is na een protestactie door de dorpsbewoners gebouwd